# Copainalá
Copainalá est une municipalité du Chiapas, au Mexique. Elle couvre une superficie de 330,4 km2 et compte 21 800 habitants en 2015.